# Lonesome Luke on Tin Can Alley
Lonesome Luke on Tin Can Alley er en amerikansk stumfilm fra 1917 af Hal Roach.

## Medvirkende
- Harold Lloyd - Lonesome Luke
- Bebe Daniels - Bebe
- Snub Pollard
- Marie Mosquini
- S.B. Smith